# ۶۰۰ (خورشیدی)
۶۰۰ ششصدمین سال هجری خورشیدی است.